# EC Cruzeiro (Cachoeirinha)
Der Esporte Clube Cruzeiro ist ein Sportverein aus Cachoeirinha im brasilianischen Bundesstaat Rio Grande do Sul.

## Geschichte
Cruzeiro wurde am 14. Juli 1913 gegründet. Zu Beginn engagierte sich der Klub zunächst im Fußball. Später kamen noch weitere Sportarten wie Futsal, Basketball und Volleyball hinzu. 1941 weihte der Klub sein erstes Stadion, das Estádio da Montanha, ein. Sein zweites, das Estrelão, wurde 2010 verkauft. Mit dem Erlös wurden Schulden des Klubs beglichen und im Gegenzug ein sieben Hektar großes Areal in Cachoeirinha im Großraum Porto Alegre gekauft. Hier baute man sein neues Stadion, welches zunächst Arena Cruzeiro genannt wurde. Die Einweihung der Cruzeiro Arena fand am 13. März 2019 statt. Im Mai 2021 stimmte der Beratungsrat von Cruzeiro einstimmig der Änderung des offiziellen Namens des Stadions in Estádio Dirceu de Castro zu. Dirceu war von 2008 bis 2013 und von 2020 bis April 2021 Präsident des Vereins, zusätzlich zu anderen Positionen innerhalb des Vereins.

## Herrenfußball

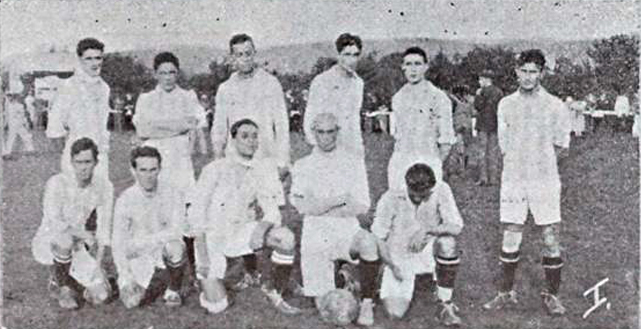
Mannschaft von 1919

Die Mannschaft von Cruzeiro debütierte 1914 in der Liga de Foot-Ball Porto-Alegrense, einer Stadtmeisterschaft von Porto Alegre. Am 10. Mai spielte man erstmals beim SC Internacional. Der Start misslang, unterlag man doch deutlich mit 0:7. Der erste Sieg kam im zweiten Spiel am 30. Mai mit einem 2:1 zuhause gegen die Fussball Mannschaft Frisch Auf. Das Turnier gewann der Klub in der Folge 1918 und 1921.
1918 tat sich zudem fatales auf. In dem Jahr sollte die erste Staatsmeisterschaft von Rio Grande do Sul ausgespielt werden. Das Turnier war in der Form geplant, dass die einzelnen Regionen des Bundesstaates ihre Meister ermitteln sollten und diese dann in einem Endturnier den Staatsmeister ermitteln. Cruzeiro hatte die Stadtmeisterschaft von Porto Alegre gewonnen, Grêmio Esportivo Brasil die Region Süd und der EC 14 de Julho die Grenzregion. Mitte Oktober des Jahres erreichte der Ausbruch die Spanische Grippe die Region Rio Grande do Sul und die Spiele wurden nicht mehr durchgeführt. Die Meisterschaftsentscheidung war nicht nur vertagt, sondern vielmehr nicht mehr durchgeführt. 2018 beantragten die drei Klubs die Anerkennung als gemeinsame Meister beim regionalen Verband Federação Gaúcha de Futebol (FGF). Dieses wurde abgelehnt. Vor dem Hintergrund der COVID-19-Pandemie wurde 2020 ein erneuter Antrag 2020 eingereicht. Für dessen Beantwortung ließ sich der FGF bis 2021 Zeit. Dann erhielten die Klubs einen Bescheid über die Anerkennung als Staatsmeister 1918 ehrenhalber, ohne Zuspruchs des Meistertitels an sich.
Im Finale der Staatsmeisterschaft 1929 am 15. Oktober konnte Cruzeiro den Guarany FC (RS) mit 1:0 besiegen und den Gewinn der Staatsmeisterschaft feiern. 1945, war er der erste Verein aus Rio Grande do Sul, der einen ausländischen Trainer verpflichtete, den Ungarn Emérico Hirschl. Zu der Zeit trat der Klub nicht in der Staatsmeisterschaft an, da an dieser immer nur die regionalen Meister teilnahmen. Erst nach einer Änderung der Ligastrukturen erfolgte seit den 1960er Jahren eine regelmäßige Teilnahme an einer der regionalen Ligen.
1953 begab sich Cruzeiro auf Exkursion nach Europa, Asien und in den Nahen Osten. Er war der Klub außerhalb der Achse Rio de Janeiro–São Paulo, welcher so weit reiste. Neben einer positiven Bilanz an Siegen brachte Cruzeiro einen Achtungserfolg im Gepäck mit. In einer Partie gegen Real Madrid gelang am 8. November ein 0:0–Unentschieden. Bei einer weiteren Reise 1960 gelang der Prestigeerfolg im Osterturnier in Ostberlin. Hier konnte Vorwärts Berlin mit 1:0 bezwungen werden und erreichte gegen Dynamo Berlin ein 1:1.

### Herren Teilnahme an Fußballwettbewerben
| Wettbewerb                   | Teilnahmen                                             |
| ---------------------------- | ------------------------------------------------------ |
| Staatsmeisterschaft Série A  | 22× – 1929, 1961–1965, 1968–1972, 1976–1978, 2011–2018 |
| Staatsmeisterschaft Série A2 | 19× – 1984, 1991–1992, 1996–1998, 2004–2010, 2019–2024 |
| Staatsmeisterschaft Série B  | 07× – 1985, 1999–2003, 2025–                           |
| Staatspokal                  | 15× – 2004–2013, 2015, 2017–2019, 2021                 |

### Erfolge Herrenfußball
- Stadtmeister[11]: 1918, 1921
- Staatsmeisterschaft von Rio Grande do Sul: 1929
- Staatsmeisterschaft von Rio Grande do Sul – Série A2: 2010
- Staatsmeisterschaft von Rio Grande do Sul – Segunda Divisão: 2023

## Frauenfußball
Cruzeiro unterhielt auch eine Frauenfußballmannschaft. Über gute Platzierungen in der Staatsmeisterschaft von Rio Grande do Sul qualifizierte sich die Mannschaft zur Teilnahme am Copa do Brasil. Ein Bestand der Mannschaft ist nicht nachgewiesen. Letztmalig trat sie 2023 in der Staatsmeisterschaft an, wo man den fünften Platz belegte.

### Frauen Teilnahme an Fußballwettbewerben
| Wettbewerb                 | Teilnahmen                        |
| -------------------------- | --------------------------------- |
| Copa do Brasil             | 2× – 2013, 2015                   |
| Staatsmeisterschaft Frauen | mind. 4× – 2010, 2012, 2016, 2023 |

## Erfolge in anderen Sportarten
Basketball
- Campeonato Gaúcho de Basquete 11×: 1945, 1948, 1949, 1950, 1951, 1952, 1956, 1968, 1970, 1972 und 1973

Futsal
- Campeonato Gaúcho de Futsal – Gold Series: 1958, 1959
- Campeonato Gaúcho de Futsal – Série Prata: 2011

7er-Fußball
- Copa Gaúcha de Futebol 7: 2011

Volleyball
- Campeonato Gaúcho de Voleibol: 1971

Leichtathletik
- Campeonato Gaúcho de Atletismo Adulto Masculino 9×: 1940, 1945, 1947, 1948, 1949, 1950, 1951, 1952, 1953

Faustball
- Campeonato Gaúcho 3×: 1944, 1945, 1946

## Trivia
Im Zuge der Fußball-Weltmeisterschaft 1950 kam es bei der Partie zwischen der Schweiz und Mexiko in der Vorrunde zu dem Umstand, dass beide Mannschaften ein rotes Trikot trugen. Der SC Internacional, welcher in dem Stadion seine Spiele austrug, konnte auch nur rote Trikots anbieten. So stellte Cruzeiro seine zur Verfügung und Mexiko lief in deren Blau-Weiß gestreiften Shirts auf.
Der Sänger Diogo Nogueira, Sohn von João Nogueira, war ein Spieler des Vereins, als er versuchte, ein professioneller Spieler zu werden.